# Tänndalen
Tänndalen is een plaats in de Zweedse gemeente Härjedalen in het landschap Härjedalen en de provincie Jämtlands län. De plaats heeft 52 inwoners (2005) en een oppervlakte van 57 hectare. De plaats ligt aan het meer Tänndalssjön. De grens met Noorwegen ligt op ongeveer vijftien kilometer van de plaats en de plaats wordt omringd door verschillende tot ongeveer 1250 meter boven de zeespiegel gelegen bergen. Vlak bij de plaats ligt het skigebied Tänndalen.

## Verkeer en vervoer
Bij de plaats loopt de Riksväg 84.